# Wang Yuwei
Wang Yuwei (Hulunbuir, 16 de julho de 1991) é uma remadora chinesa, medalhista olímpica.

## Carreira
Yuwei conquistou a medalha de bronze nos Jogos Olímpicos de Verão de 2020 em Tóquio com a equipe da China no oito com feminino, ao lado de Guo Linlin, Ju Rui, Li Jingjing, Miao Tian, Wang Zifeng, Xu Fei, Zhang Min e Zhang Dechang, com o tempo de 6:01.21.